# Beekse Marathon
De Beekse Marathon is een hardloopevenement met als hoofdafstand de marathon (42,195 km). Het evenement wordt sinds 1980 jaarlijks in Hilvarenbeek gehouden en kent naast een marathon, ook wedstrijden over 1 km, 5 km, 10 km, halve marathon en 30 km.
Michel van der Luytgaarden won deze wedstrijd elf keer. Alice Otte won bij de dames deze wedstrijd zeven keer.
De gemiddelde tijd van de snelste tien finishtijden is 2:29.51. Hiermee staat de wedstrijd op de tiende plaats van de Lijst van snelste marathonsteden in Nederland.

## Parcoursrecords
- Mannen: 2:23.22 - Greg van Hest  Nederland (2008)
- Vrouwen: 3:00.51 - Marlien van Beek  Nederland (1998)

## Winnaars

### marathon
| Editie | Jaar              | Snelste man                 | Land      | Tijd    | Snelste vrouw           | Land             | Tijd    | Uitslag |  |
| ------ | ----------------- | --------------------------- | --------- | ------- | ----------------------- | ---------------- | ------- | ------- |  |
| 38     | 17 september 2017 | Patrick Verbunt             | Nederland | 2:59.07 | Lauren Kearney          | Verenigde Staten | 3:46.00 | Uitslag |  |
| 37     | 18 september 2016 | Bart van Nijlen             | Nederland | 2:54.52 | Nicole van Gerwen       | Nederland        | 3:14.15 | Uitslag |  |
| 36     | 20 september 2015 | Vincent Meers               | België    | 2:48.10 | Veerle Beernaert        | België           | 3:49.12 | Uitslag |  |
| 35     | 21 september 2014 | Vincent Meers               | België    | 2:48.11 | Ingrid Spapens          | Nederland        | 3:33.43 | Uitslag |  |
| 34     | 15 september 2013 | Johan Watthy                | België    | 2:52.44 | Fabienne Strubbe        | België           | 3:33.09 | Uitslag |  |
| 33     | 16 september 2012 | Frankie Leus                | België    | 2:53.41 | Linda Voets             | Nederland        | 3:50.05 | Uitslag |  |
| 32     | 18 september 2011 | Luc Krotwaar                | Nederland | 2:37.34 | Berlinda Bogaerts       | Nederland        | 3:51.43 | Uitslag |  |
| 31     | 19 september 2010 | Vsevolod Khudyakov          | Rusland   | 2:28.38 | Katia Nolens            | België           | 3:52.41 | Uitslag |  |
| 30     | 20 september 2009 | Tom Werrelmann              | Nederland | 2:44.21 | Gertie Theunissen       | Nederland        | 4:02.00 | Uitslag |  |
| 29     | 21 september 2008 | Greg van Hest               | Nederland | 2:23.22 | Esther van Hoof         | Nederland        | 3:05.27 | Uitslag |  |
| 28     | 16 september 2007 | Lucien Taelman              | België    | 2:55.06 | Tineke Mous             | Nederland        | 3:45.30 | Uitslag |  |
| 27     | 17 september 2006 | Lucien Taelman              | België    | 2:46.49 | Petra Knops             | Nederland        | 3:14.49 | Uitslag |  |
| 26     | 18 september 2005 | Dave de Vylder              | Nederland | 2:38.59 | Corrie Waterschoot      | Nederland        | 3:39.40 | Uitslag |  |
| 25     | 19 september 2004 | Ad de Bruijn                | Nederland | 2:44.38 | Elly Ziegenhorn         | Nederland        | 3:13.16 | Uitslag |  |
| 24     | 21 september 2003 | Michiel Otten               | Nederland | 2:43.14 | Elly Ziegenhorn         | Nederland        | 3:09.34 | Uitslag |  |
| 23     | 15 september 2002 | Michel van der Luytgaarden  | Nederland | 2:47.03 | Elly Ziegenhorn         | Nederland        | 3:22.57 | Uitslag |  |
| 22     | 16 september 2001 | Michel van der Luytgaarden  | Nederland | 2:39.44 | Tatyana Maslova         | Rusland          | 3:49.36 | Uitslag |  |
| 21     | 17 september 2000 | Michel van der Luytgaarden  | Nederland | 2:40.59 | Tatyana Maslova         | Rusland          | 3:38.12 | Uitslag |  |
| 20     | 19 september 1999 | Michel van der Luytgaarden  | Nederland | 2:40.42 | Jolanda de Klerk        | Nederland        | 3:16.45 | Uitslag |  |
| 19     | 20 september 1998 | Michel van der Luytgaarden  | Nederland | 2:39.07 | Marlien van Beek        | Nederland        | 3:00.51 |         |  |
| 18     | 21 september 1997 | Michel van der Luytgaarden  | Nederland | 2:37.44 | Alice Otte              | Nederland        | 3:41.23 |         |  |
| 17     | 15 september 1996 | Michel van der Luytgaarden  | Nederland | 2:39.42 | Birgit deRoy            | Nederland        | 3:44.34 |         |  |
| 16     | 17 september 1995 | Hans van der Mortel         | Nederland | 2:27.54 | Alice Otte              | Nederland        | 3:46.14 |         |  |
| 15     | 18 september 1994 | Michel van der Luytgaarden  | Nederland | 2:36.29 | Nellie van Beers        | Nederland        | 3:07.04 |         |  |
| 14     | 19 september 1993 | Michel van der Luytgaarden  | Nederland | 2:30.56 | Nellie van Beers        | Nederland        | 3:12.15 |         |  |
| 13     | 20 september 1992 | Michel van der Luytgaarden  | Nederland | 2:32.59 | Cis Janssen             | Nederland        | 3:31.47 |         |  |
| 12     | 15 september 1991 | Michel van der Luytgaarden  | Nederland | 2:29.22 | Karin van Gestel        | Nederland        | 3:50.49 |         |  |
| 11     | 16 september 1990 | Ad van der Heyning          | Nederland | 2:34.44 | Antoinette van Doormaal | Nederland        | 3:50.26 |         |  |
| 10     | 17 september 1989 | Ad van der Heyning          | Nederland | 2:34.34 |                         |                  |         |         |  |
| 9      | 18 september 1988 | Ad van der Heyning          | Nederland | 2:33.58 | Clary Pas               | Nederland        | 3:55.07 |         |  |
| 8      | 20 september 1987 | Frans Deenen                | Nederland | 2:33.45 | Alice Otte              | Nederland        | 3:21.37 |         |  |
| 7      | 21 september 1986 | Ad de Bruijn & Frans Deenen | Nederland | 2:35.00 | Alice Otte              | Nederland        | 3:11.11 |         |  |
| 6      | 15 september 1985 | Martin van Gestel           | Nederland | 2:40.20 | Alice Otte              | Nederland        | 3:06.29 |         |  |
| 5      | 16 september 1984 | Mattie de Vugt              | Nederland | 2:24.30 | Alice Otte              | Nederland        | 3:08.30 |         |  |
| 4      | 18 september 1983 | Ad van Hest                 | Nederland | 2:33.10 | Alice Otte              | Nederland        | 3:35.00 |         |  |
| 3      | 19 september 1982 | Geert Aarts                 | Nederland | 2:42.22 |                         |                  |         |         |  |
| 2      | 20 september 1981 | Geert Aarts                 | Nederland | 2:47.16 |                         |                  |         |         |  |
| 1      | 21 september 1980 | Reg Otten                   | Nederland | 3:04.48 |                         |                  |         |         |  |

### 31 km
| Editie | Jaar              | Snelste man  | Land      | Tijd    | Snelste vrouw       | Land      | Tijd    | Uitslag |
| ------ | ----------------- | ------------ | --------- | ------- | ------------------- | --------- | ------- | ------- |
| 38     | 17 september 2017 | Joan School  | Nederland | 1:57.37 | Ellen van Cantfoort | Nederland | 2:11.01 | Uitslag |
| 37     | 18 september 2016 | Filip Lijnen | Nederland | 2:04.24 | Femke van Hest      | Nederland | 2:09.11 | Uitslag |

### 30 km
| Editie | Jaar              | Snelste man          | Land      | Tijd    | Snelste vrouw          | Land      | Tijd    | Uitslag |
| ------ | ----------------- | -------------------- | --------- | ------- | ---------------------- | --------- | ------- | ------- |
| 36     | 20 september 2015 | Paul Visser          | Nederland | 1:49.45 | Nicole van Gerwen      | Nederland | 2:14.30 | Uitslag |
| 35     | 21 september 2014 | Bert Vanwersch       | Nederland | 1:53.01 | Melanie Spruyt         | Nederland | 2:12.22 | Uitslag |
| 34     | 15 september 2013 | Jos Elfring          | Nederland | 1:45.15 | Ruth van der Meijden   | Nederland | 1:54.39 | Uitslag |
| 33     | 16 september 2012 | Frank Bollen         | Nederland | 1:48.43 | Cokky Jooren           | Nederland | 2:04.01 | Uitslag |
| 32     | 18 september 2011 | Oskar Kuijer         | Nederland | 1:46.58 | Ann Tentenier          | België    | 2:25.23 | Uitslag |
| 31     | 19 september 2010 | Peter Heusschen      | Nederland | 1:45.16 | Esther van Hoof        | Nederland | 2:13.46 | Uitslag |
| 30     | 20 september 2009 | Jan Hendrickx        | België    | 1:53.45 | Viviane Lanslots       | België    | 2:18.53 | Uitslag |
| 29     | 21 september 2008 | Thijs Dekkers        | Nederland | 1:48.41 | Ingrid Oonincx         | Nederland | 2:20.11 | Uitslag |
| 28     | 16 september 2007 | Gino Steemans        | België    | 1:45.05 | Fiona Jaberg           | Nederland | 2:17.40 | Uitslag |
| 27     | 17 september 2006 | Rik Elfrink          | Nederland | 1:49.22 | Esther van Hoof        | Nederland | 2:16.29 | Uitslag |
| 26     | 18 september 2005 | Simon Vroemen        | Nederland | 1:41.32 | Anne Rindt             | Nederland | 2:14.17 | Uitslag |
| 25     | 19 september 2004 | Fons Liebregts       | Nederland | 1:59.12 | Marlien van Beek       | Nederland | 2:15.36 | Uitslag |
| 24     | 21 september 2003 | Bernard te Boekhorst | Nederland | 1:49.48 | Annie van Hoek         | Nederland | 2:21.42 | Uitslag |
| 23     | 15 september 2002 | Dorus Jaspers        | Nederland | 2:03.00 | Sylvia Dingemans       | Nederland | 2:21.17 | Uitslag |
| 22     | 16 september 2001 | Aziz Bougne          | Nederland | 1:47.19 | Sandra van den Haeseve | België    | 1:57.13 | Uitslag |
| 21     | 17 september 2000 | Tonny Stouten        | Nederland | 1:56.16 | Maria Schoenmakers     | Nederland | 2:21.51 | Uitslag |
| 20     | 19 september 1999 | Wilco van den Brink  | Nederland | 1:56.30 | Els Boomaars           | Nederland | 2:36.43 | Uitslag |

### halve marathon
| Editie | Jaar              | Snelste man          | Land      | Tijd    | Snelste vrouw      | Land      | Tijd    | Uitslag |
| ------ | ----------------- | -------------------- | --------- | ------- | ------------------ | --------- | ------- | ------- |
| 38     | 17 september 2017 | Corne van Oirschot   | Nederland | 1:18.21 | Ingrid van Elderen | Nederland | 1:45.15 | Uitslag |
| 37     | 18 september 2016 | Michiel Vink         | Nederland | 1:12.37 | Ellen Van Cantfort | Nederland | 1:26.46 | Uitslag |
| 36     | 20 september 2015 | Imo Muller           | Nederland | 1:10.57 | Patricia Schreurs  | Nederland | 1:23.50 | Uitslag |
| 35     | 21 september 2014 | Rob Snoeren          | Nederland | 1:19.44 | Esther van Hoof    | Nederland | 1:34.12 | Uitslag |
| 34     | 15 september 2013 | Jaap Vink            | Nederland | 1:18.54 | Ingrid Spapens     | Nederland | 1:38.00 | Uitslag |
| 33     | 16 september 2012 | Corné van Oirschot   | Nederland | 1:17.26 | Renske Busser      | Nederland | 1:28.17 | Uitslag |
| 32     | 18 september 2011 | Jos op 't Hoog       | Nederland | 1:12.34 | Annie Michiels     | Nederland | 1:34.16 | Uitslag |
| 31     | 19 september 2010 | Michael Woerden      | Nederland | 1:13.04 | Karine De Proost   | Nederland | 1:38.55 | Uitslag |
| 30     | 20 september 2009 | Casper Koelma        | Nederland | 1:13.11 | Marisa Hopmans     | Nederland | 1:25.56 | Uitslag |
| 29     | 21 september 2008 | Deny Blom            | Nederland | 1:15.28 | Trees vd Sande     | Nederland | 1:40.33 | Uitslag |
| 28     | 16 september 2007 | Marco Tramontina     | Nederland | 1:17.01 | Jet Bles           | Nederland | 1:37.47 | Uitslag |
| 27     | 17 september 2006 | Marco Tramontina     | Nederland | 1:17.31 | Annie Michiels     | Nederland | 1:32.21 | Uitslag |
| 26     | 18 september 2005 | Peter van Gool       | Nederland | 1:14.10 | Esther van Hoof    | Nederland | 1:36.20 | Uitslag |
| 25     | 19 september 2004 | Theo Vermeer         | Nederland | 1:23.14 | Sieta van Kervel   | Nederland | 1:34.06 | Uitslag |
| 24     | 21 september 2003 | Johan van Litsenburg | Nederland | 1:27.04 | Annie Geerts       | Nederland | 1:44.01 | Uitslag |
| 23     | 15 september 2002 | Johan Maertelaere    | België    | 1:13.53 | Marianne Mettler   | Nederland | 1:37.50 | Uitslag |
| 22     | 16 september 2001 | Ad de Bruijn         | Nederland | 1:10.21 | Lia Wijnberger     | Nederland | 1:25.43 | Uitslag |
| 21     | 17 september 2000 | Hans Brankaert       | Nederland | 1:18.13 | Gerrie Timmermans  | Nederland | 1:29.10 | Uitslag |
| 20     | 19 september 1999 | Hans Brankaert       | Nederland | 1:16.37 | Nellie van Beers   | Nederland | 1:36.25 | Uitslag |

### 10 km
| Editie | Jaar              | Snelste man          | Land      | Tijd  | Snelste vrouw       | Land      | Tijd  | Uitslag |
| ------ | ----------------- | -------------------- | --------- | ----- | ------------------- | --------- | ----- | ------- |
| 38     | 17 september 2017 | Daan van der Velden  | Nederland | 39.44 | Daan van der Velden | Nederland | 45.53 | Uitslag |
| 37     | 18 september 2016 | Bart Vingerhoets     | Nederland | 38.41 | Chantel De Lange    | Nederland | 41.43 | Uitslag |
| 36     | 20 september 2015 | Martijn Tissink      | Nederland | 36.13 | Jolien Rennen       | Nederland | 49.00 | Uitslag |
| 35     | 21 september 2014 | Hayo den Boeft       | Nederland | 38.56 | Michelle Rannacher  | Nederland | 39.29 | Uitslag |
| 34     | 15 september 2013 | Christ Donders       | Nederland | 34.24 | Ingrid Lauwereyns   | Nederland | 47.41 | Uitslag |
| 33     | 16 september 2012 | Jack van Avendonk    | Nederland | 35.15 | Brigit Voorn        | Nederland | 42.26 | Uitslag |
| 32     | 18 september 2011 | Rony Slos            | Nederland | 35.01 | Ingrid Spapens      | Nederland | 39.56 | Uitslag |
| 31     | 19 september 2010 | Maikel van Eekelen   | Nederland | 34.51 | Laura Huijbregts    | Nederland | 39.20 | Uitslag |
| 30     | 20 september 2009 | Frans Pasmans        | Nederland | 34.23 | Hester Lingsma      | Nederland | 42.54 | Uitslag |
| 29     | 21 september 2008 | Wesley van der Gouw  | Nederland | 33.31 | Barbara Kerkhof     | Nederland | 42.33 | Uitslag |
| 28     | 16 september 2007 | Leon van der Heijden | Nederland | 35.17 | Marijke von Bergh   | Nederland | 39.40 | Uitslag |
| 27     | 17 september 2006 | Corné van Oirschot   | Nederland | 34.38 | Tanja Neppelenbroek | Nederland | 40.47 | Uitslag |
| 26     | 18 september 2005 | Ad de Bruyn          | Nederland | 34.16 | Marjon de Kok       | Nederland | 40.18 | Uitslag |
| 25     | 19 september 2004 | Camille Hendrikx     | Nederland | 39.49 | Marjon de Kok       | Nederland | 43.10 | Uitslag |
| 24     | 21 september 2003 | Ad de Bruijn         | Nederland | 37.06 | Marlien van Beek    | Nederland | 41.32 | Uitslag |
| 23     | 15 september 2002 | Peter Burgers        | Nederland | 38.46 | Ange Dammen         | België    | 45.46 | Uitslag |
| 22     | 16 september 2001 | Hans Brankaert       | Nederland | 31.48 | Joleen Jansen-Melse | Nederland | 37.24 | Uitslag |
| 21     | 17 september 2000 | Berrie Zoontjens     | Nederland | 38.10 | Selina Bosters      | Nederland | 42.15 | Uitslag |
| 20     | 19 september 1999 | Joop Bolck           | Nederland | 38.43 | Elly Zigenhorn      | Nederland | 45.09 | Uitslag |